# Чехословакізм

Прапор Чехословаччини

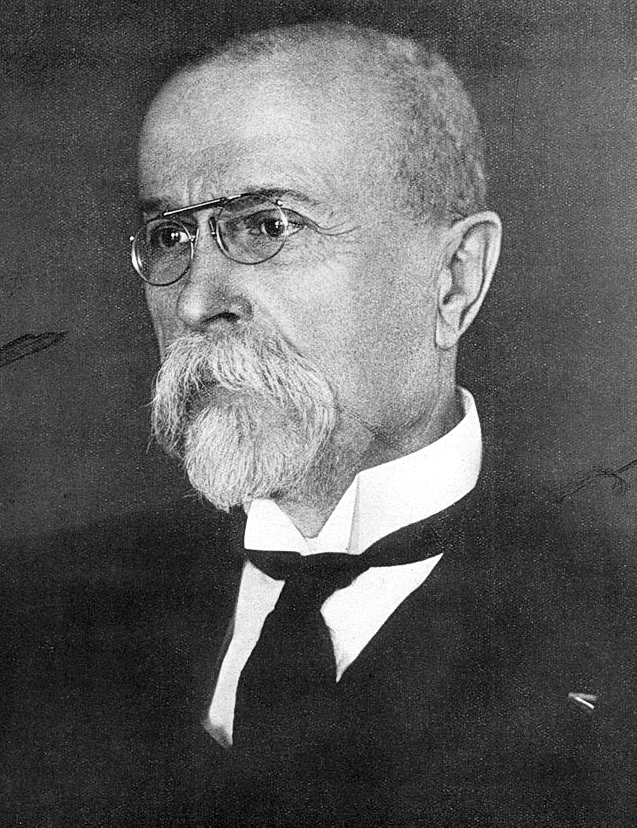
Томаш Масарик — один з головних представників чехословакізму

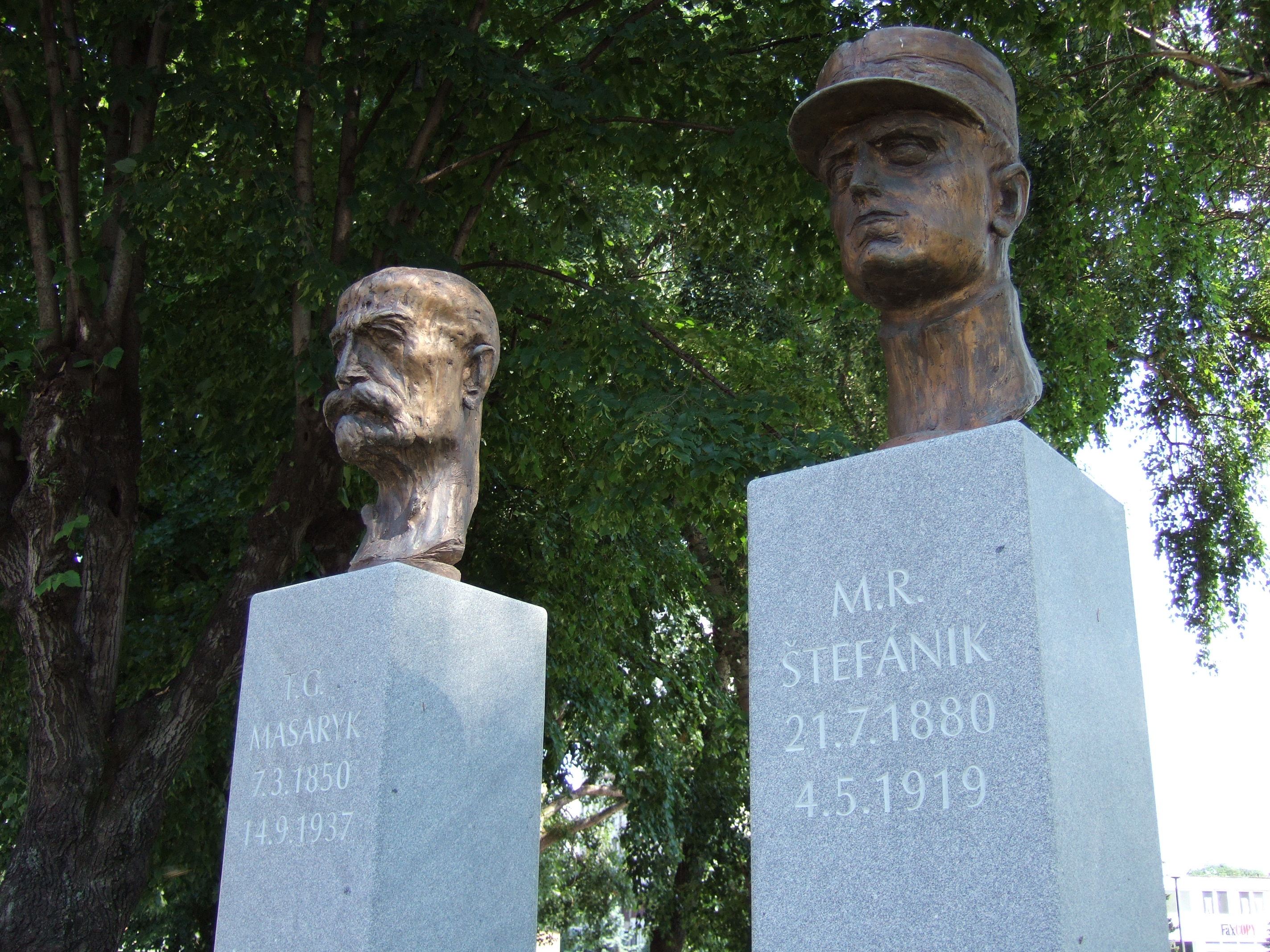
Томаш Масарик і Мілан Растіслав Штефаник, пам'ятник у Кошицях

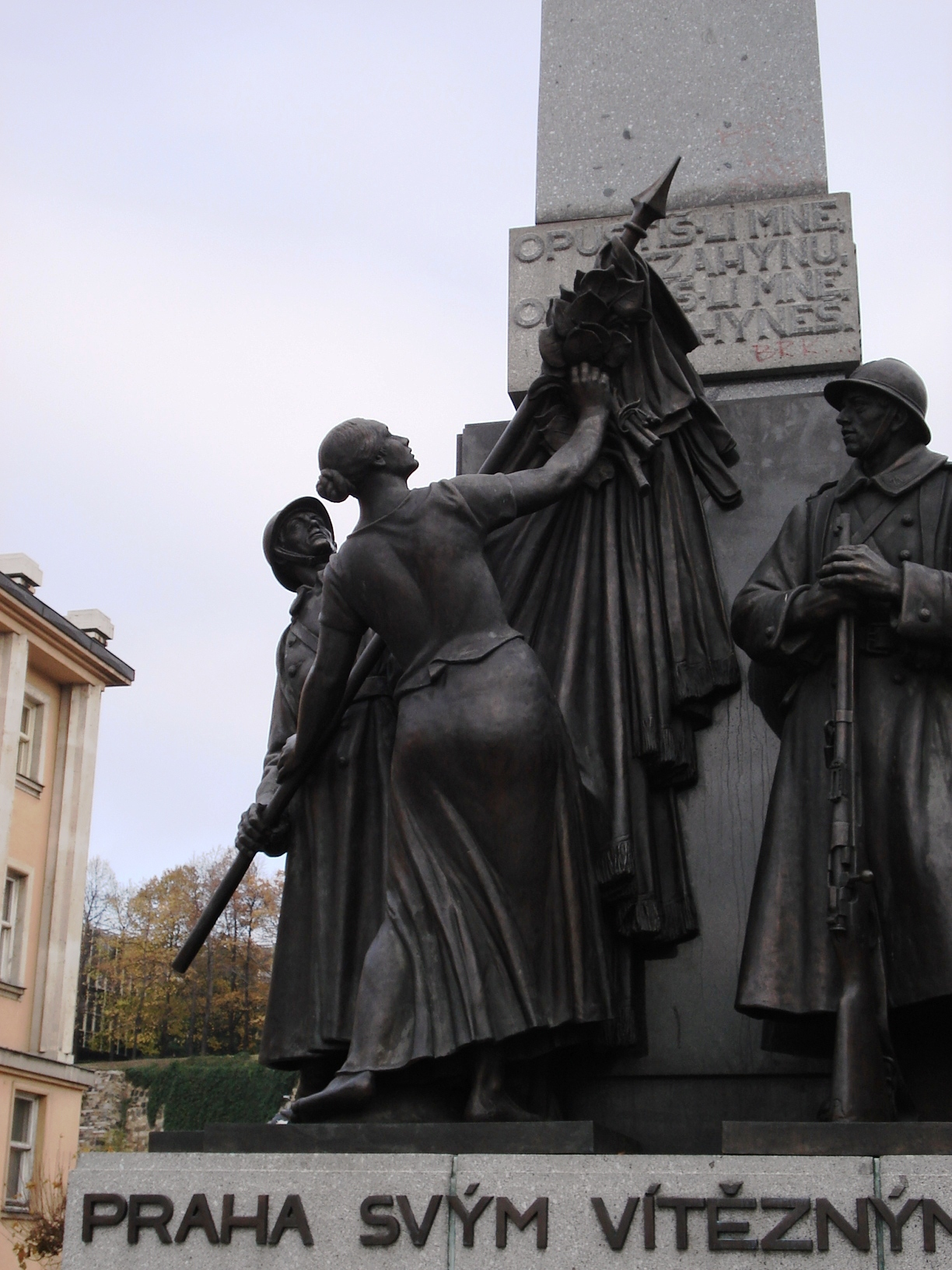
Пам'ятник чехословацьким легіонам Першої світової війни, Прага

Чехословакізм (чеськ. Čechoslovakismus, словац. Čechoslovakizmus) — ідеологія, яка проголошувала, що на північних територіях колишньої Австро-Угорщини живуть «чехословаки», а не чехи та словаки. Ця ідеологія стала основою для створення в 1918 держави Чехословаччина. Ця доктрина була закріплена в Конституції Чехословаччини в 1920. Статистика часів Першої республіки (1918-1938) згадує саме «чехословаків», а не «чехів» та «словаків» 

## Населення

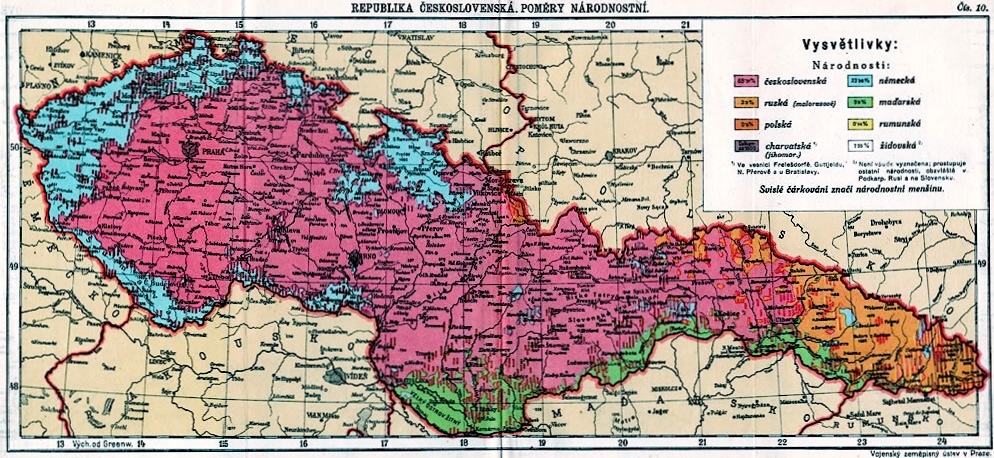
Народи Чехословаччини, 1930

| Національний склад Чехословаччини, 1921 | Національний склад Чехословаччини, 1921 | Національний склад Чехословаччини, 1921 |
| Все населення                           | 13 607 385                              |                                         |
| --------------------------------------- | --------------------------------------- | --------------------------------------- |
| Чехословаки                             | 8 759 701                               | 64,37 %                                 |
| Німці                                   | 3 123 305                               | 22,95 %                                 |
| Угорці                                  | 744 621                                 | 5,47 %                                  |
| Русини (українці)                       | 461 449                                 | 3,39 %                                  |
| Євреї                                   | 180 534                                 | 1,33 %                                  |
| Поляки                                  | 75 852                                  | 0,56 %                                  |
| Інші                                    | 23 139                                  | 0,17 %                                  |
| Іноземці                                | 238 784                                 | 1,75 %                                  |
|                                         |                                         |                                         |

## Після Другої світової війни
Не всі жителі Чехословаччини підтримували цю ідеологію. Коли перед Другою світовою війною Чехія була окупована Німеччиною, то на території Словаччини утворилося окрема словацька держава. Після Другої світової війни Чехословаччина знову об'єдналася, але ідеологія «єдиної нації» повністю відновлена не була.
Кінцем цієї концепції стала Конституція 1960, що проголосила Чехословаччину федерацією двох національних республік.